# Энергетическое кольцо Санкт-Петербурга
Энергетическое кольцо Санкт-Петербурга — кольцевая сеть электроснабжения Санкт-Петербурга.

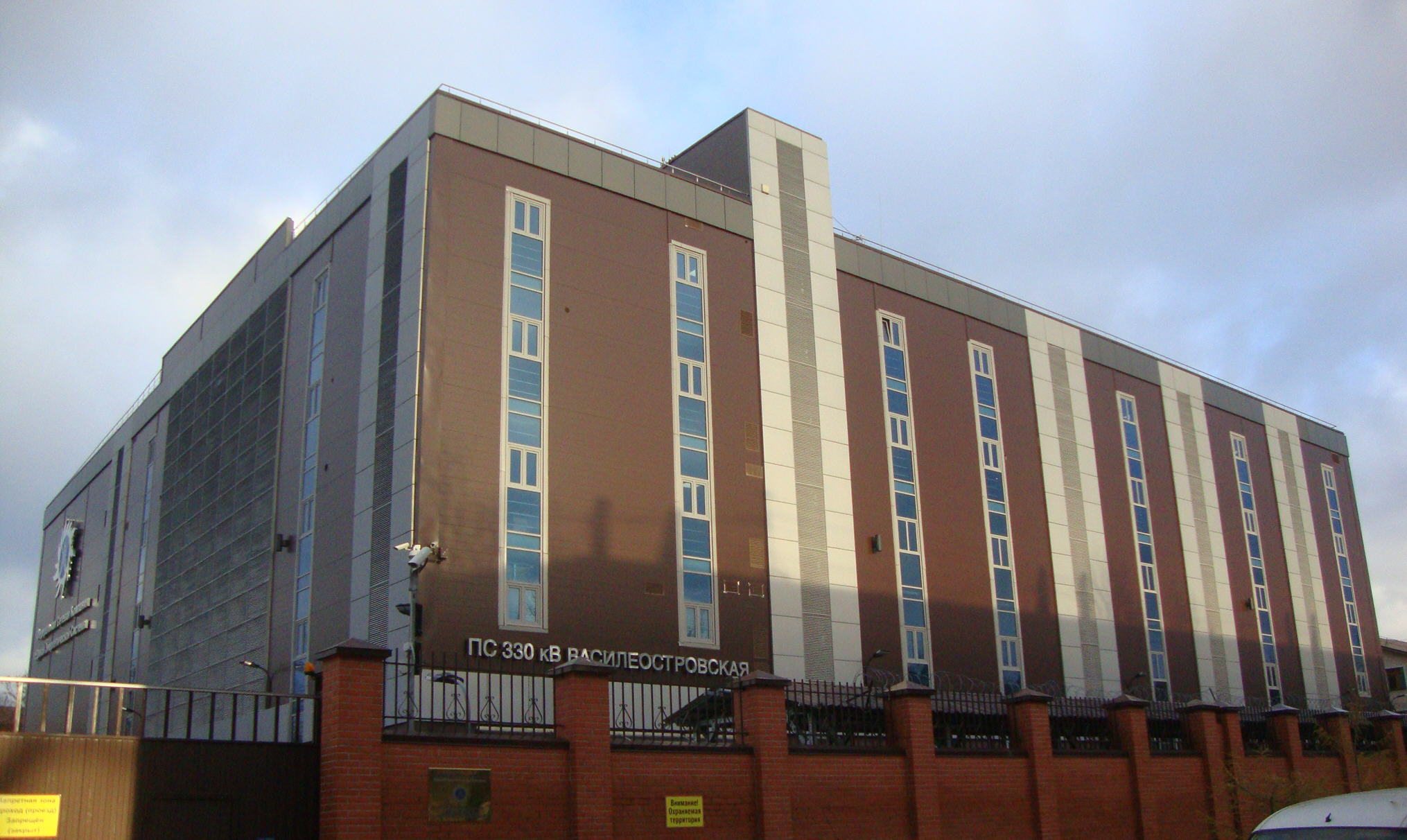
Электрическая подстанция «Василеостровская»

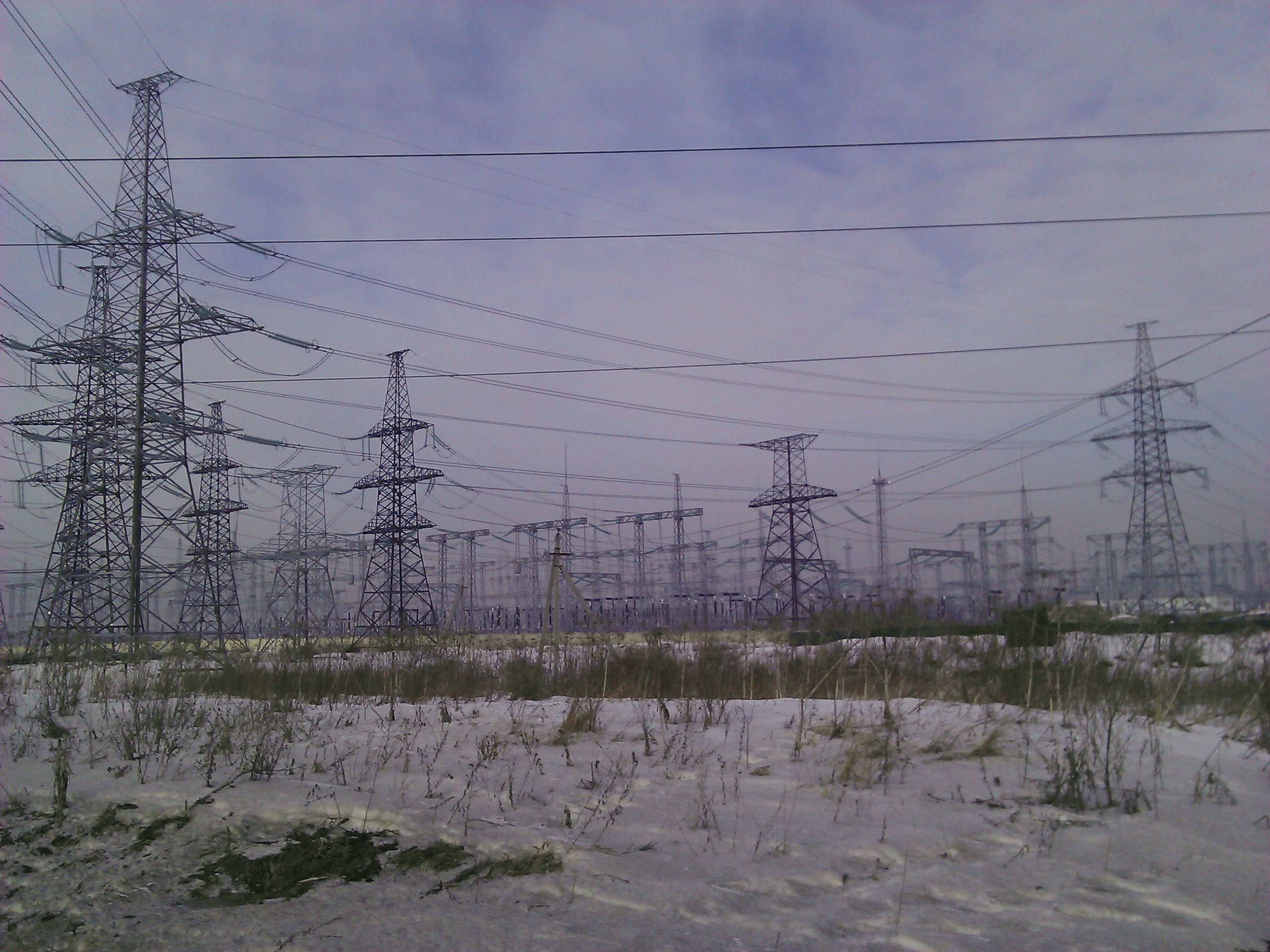
ОРУ 110 кВ подстанции «Восточная»

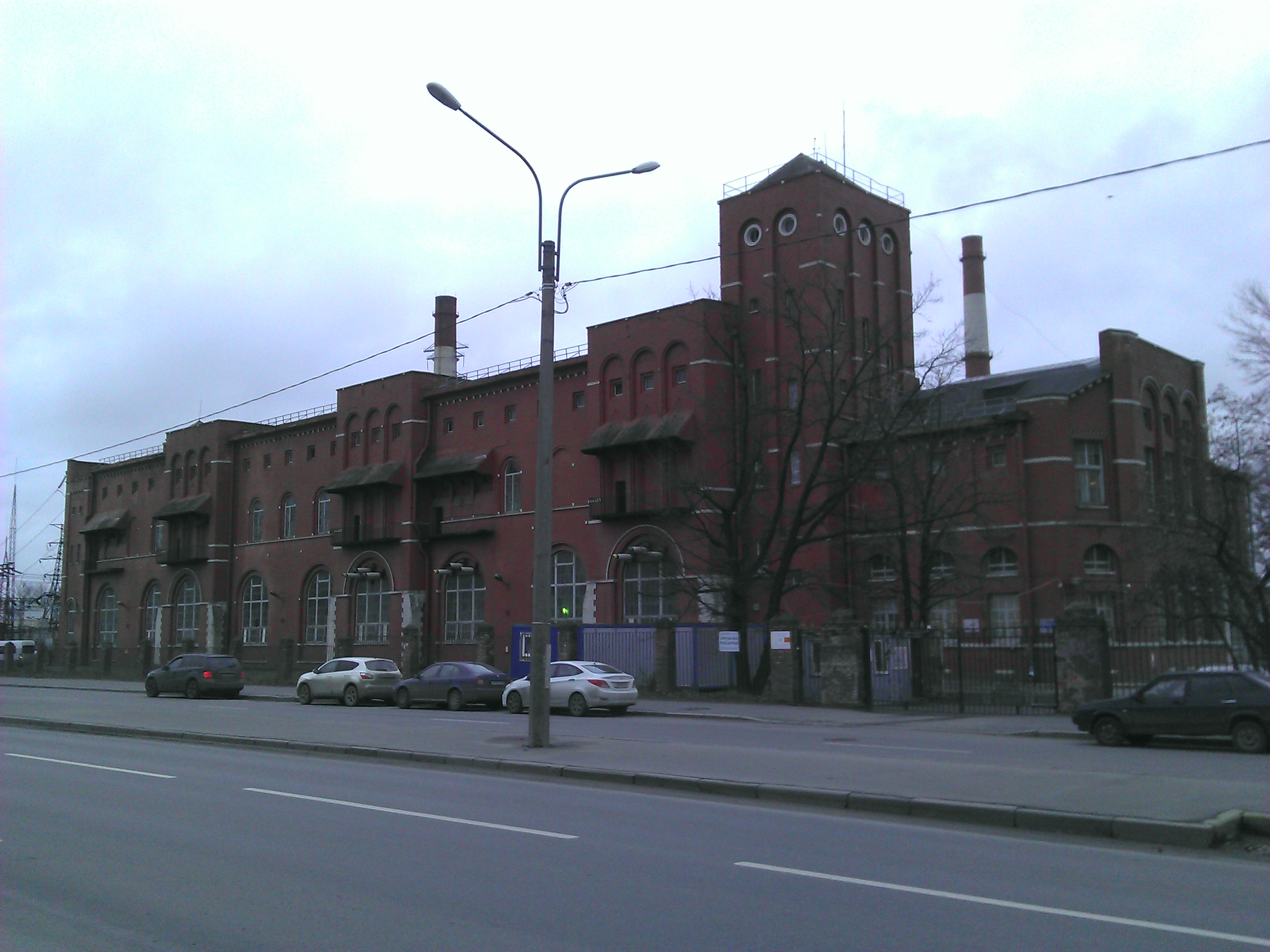
Электрическая подстанция «Волхов-Северная»

Состоит из 6 подстанций («Восточная», «Волхов-Северная», «Завод Ильич», «Василеостровская», «Северная», «Парнас») и 95 км линий электропередачи напряжением 330 киловольт, модернизированных к 2013 году.
Является инвестиционным проектом ФСК ЕЭС. Инвестиции, вложенные в строительство энергокольца, составили 32,3 млрд рублей.
Постройка кольца существенно повышает надёжность энергетических сетей и энергообъектов.

## Строительство и модернизация
Кольцо введено в строй 22 ноября 2013 года. Последняя подстанция — «Василеостровская» — была включена в сеть 29 ноября 2014 года.
Западный участок кольца длиной 4 км был проложен по дну Финского залива.
На ускорение реализации проекта сильно повлияла масштабная авария на станции «Восточная» в 2010 году, в результате которой без электричества остались 2,5 млн человек, остановилось множество поездов Октябрьской железной дороги и составов Петербургского метрополитена.
В декабре 2018 года была завершена реконструкция подстанции «Завод Ильич», которая велась с 2008 года. Её мощность возросла до 1220 МВА.
В апреле 2019 года увеличена до 1850 МВА мощность подстанции «Восточная».

## Внешнее энергетическое кольцо
Помимо данного, внутреннего кольца, ФСК ЕЭС планировала построить и второе, внешнее, проходящее вне города и содержащее 11 новых станций, однако на 2021 год данных о реализации данного проекта нет.